# Adriana Carmona
Adriana Carmona Gutiérrez (Puerto La Cruz, 3 dicembre 1972) è un'ex taekwondoka venezuelana.

## Biografia
Rappresentò il Venezuela ai Giochi olimpici estivi di Barcellona 1992, in cui il taekwondo fu sport dimostrativo e si classificò terzo. 
Tornò alle Olimpiadi a Sydney 2000, in cui concluse il torneo al 5º posto e fu alfiere durante la cerimonia d'apertura, Atene 2004, dove vinse la medaglia di bronzo e fu portabandiera durante la cerimonia di chiusura, e Pechino 2008, dove si classificò 11º.

## Palmarès

### Olimpiadi
- 1 medaglia:
  - 1 bronzo (Atene 2004 nei +67 kg)

### Olimpiadi (dimostrativo)
- 1 medaglia:
  - 1 bronzo (Barcellona 1992 nei pesi massimi)

### Mondiali
- 1 medaglia:
  - 1 argento (New York 1993 nei pesi massimi)

### Giochi panamericani
- 3 medaglie:
  - 1 oro (Mar del Plata 1995 nei pesi massimi)
  - 2 argenti (Winnipeg 1999 nei 67 kg; Santo Domingo 2003 nei 67 kg)